# Rhipidoglossum pulchellum
Rhipidoglossum pulchellum é uma espécie de orquídea, família Orchidaceae, que existe em oito países do centro e leste da África tropical. Trata-se de planta epífita, monopodial com caule que mede menos de doze centímetros de comprimento; cujas pequenas flores tem um igualmente pequeno nectário sob o labelo.

## Publicação e sinônimos
- Rhipidoglossum pulchellum (Summerh.) Garay, Bot. Mus. Leafl. 23: 195 (1972).

Sinônimos homotípicos:
- Diaphananthe pulchella Summerh., Bot. Mus. Leafl. 12: 103 (1945).